# Терагерцове випромінювання

Терагерцові хвилі розташовані у крайньому кінці інфрачервоного спектра, одразу перед початком мікрохвильового діапазону.

Тераге́рцове випромі́нювання (англ. Tremendously high frequency, THF, Terahertz radiation) – також називається субміліметровим випромінюванням, терагерцовими хвилями, T-промені, T-хвилі, T-світло, T-люкс і ТГц – складається із електромагнітних хвиль в межах діапазону частот від 0.3 до 3 терагерц (ТГц) відповідно до стандартів затвердженого ITU. Один терагерц дорівнює 1012 Гц або 1000 ГГц. Довжина хвилі терагерцового випромінення відповідно до частотного діапазону змінюється від 1 мм до 0.1 мм (або 100 μм). Оскільки довжина хвиль терагерцового випромінення починається із довжини хвилі в один міліметр і переходить у коротші хвилі, іноді його називають субміліметровим діапазоном, а саме випромінення називають субміліметровими хвилями, особливо в контексті астрономії.
Терагерцове випромінення може проникати крізь тонкі шари матерії, але затримується товстішими предметами. Терагерцові імпульси, які проходять крізь матеріали можна використовувати для отримання характеристик матеріалу, дослідження шарів, і як альтернатива рентгенівського проміння для отримання зображень високої роздільної здатності внутрішньої структури твердих об'єктів.
Терагерцові хвилі у електромагнітному спектрі знаходяться між мікрохвильовими і інфрачервоними хвилями, для яких технології для генерації і маніпуляції знаходяться в стадії розвитку. В цій зоні електромагнітного спектра частота електромагнітного випромінювання стає дуже високою для вимірювання цифровими способами за допомогою електронних частотомірів, то ж його вимірюють непрямим шляхом з використанням властивостей довжини хвилі і енергії. Генерування і модуляція когерентних електромагнітних сигналів у цьому діапазоні частот також потребує розвитку нових пристроїв і технологій: застосування традиційних електронних пристроїв для генерування і модуляції радіохвиль і мікрохвиль перестає бути можливим.

## Вступ
Терагерцове випромінення розташоване між інфрачервоним і мікрохвильовим випроміненням в електромагнітному спектрі, і має спільні властивості кожного з них. Як інфрачервоне і мікрохвильове випромінювання, терагерцове випромінення поширюється здовж лінії прямої видимості і є неіонізуючим випроміненням. Подібно до мікрохвильового випромінення, терагерцове випромінення може проникати через широке різноманіття непровідних матеріалів. Терагерцове випромінення може проходити крізь одяг, папір, картон, дерево, мур, пластик і кераміку. Глибина проникнення як правило є меншою за мікрохвильове випромінювання. Терагерцове випромінення має обмежене проникнення крізь туман і хмари і не може проникати крізь рідку воду або метал. Терагерцове випромінення не є іонізуючим, але все ж таки може проникати на деяку відстань крізь тканини тіла, тому становить інтерес як можлива заміна медичних рентгенівських променів. Через більш довжину хвилі, зображення які отримуються із використанням терагерцових хвиль мають меншу роздільну здатність ніж рентгенівські зображення, то ж її необхідно збільшувати. 
Земна атмосфера є сильним поглиначем терагерцового випромінення, тому дальність поширення терагерцового випромінювання в повітрі обмежена кількома десятками метрів, що робить його непридатним для систем зв'язку на великі відстані. Однак, на відстані в ~10 метрів цей діапазон може дозволити створювати багато корисних застосувань з візуалізації та побудови бездротових мереж з високою здатністю пропускання, особливо для систем в приміщеннях. Крім того, генерування і виявлення когерентного терагерцового випромінення досі залишається технічно складним, хоча вже існують недорогі комерційні джерела випромінення в діапазоні 0.3–1.0 ТГц (нижня частина спектра), до яких відносяться гіротрони, осцилятори зворотної хвилі, та резонансні тунельні діоди.